# Бранислав Петровић
Бранислав Петровић (Бјелуша код Ужица, 7. април 1937 — Београд, 26. септембар 2002) био је српски песник и новинар.

## Биографија
Рођен је 7. априла 1937. у Бјелуши, код Ужица. Гимназију је завршио у Чачку. Студирао је на Правном факултету а дипломирао је на Филолошком факултету у Београду на одсеку за југословенску књижевност и српски језик.
Радио као новинар у „Борби“, колумниста у НИН-у, уредник у часопису „Видици“ и „Српски књижевни гласник“, уредник у Издавачком предузећу „Просвета“.
Избор из колумни које је објављивао у НИН-у, објавио је у књизи „Квадратура круга“.
Освајао је више награда за своју поезију.
Његове песме, поеме и приче налазе се у бројним антологијама и зборницима.
По њему је названа ОШ „Бранислав Петровић” Слатина.
Умро је у Београду 25. септембра 2002. у 65. години.

## О поезији
"Није песник тај који ствара поезију, не доливајмо његовој лепој сујети. Није он тај који ствара (пева) из ничега, из непостојећег, или најпосле из језика. Поезија је својство света као јединствене, божанске поезије, која се нама указује као видљиво и невидљиво у свеколиком постојању. Песник само открива то својство света да у себи садржи и поезију као што садржи и електричну струју и атомску енергију и ко зна шта све још што нити слутити можемо. Нама није дато да у потпуности разумемо генијалну творевину нашег Творца, величајну грађевину постојећег и непостојећег.
Сад, кад се АВАНТУРА ДИВНА приводи крају, ја мислим да је песник само онај који пентрајући се по урвинама света из свог искуственог виђења тог света, долази до расутог грумења поезије и да их, то грумење, прилаже у ризницу језика.
На питање шта је поезија морам одговорити онако као што је велики научник из српских Смиљана за струју: Ја мислим да је поезија Бог.
И мислим да је та мисао за мене дефинитивна."

## Награде
- Награда листа „Младост”, за књигу поезије Моћ говора, 1962.[4] ‍:145
- Награда „Исидора Секулић”, за књигу поезије О проклета да си улицо Риге од Фере, 1970.
- Награда „Бранко Миљковић”, за књигу поезије Предосећање будућности, 1973.
- Награда „Златна струна”, за песму „Рука човекова”, 1975.[4] ‍:63
- Октобарска награда града Београда, за књигу Изабране песме, 1987.[4] ‍:167
- Змајева награда, за књигу поезије Да видиш чуда, 1990.
- Награда „Златни беочуг”, 1993.[4] ‍:64
- Награда „Библиос”, за књигу изабране поезије Моћ и прах, 1993.[4] ‍:14
- Награда „Заплањски Орфеј”, за песму „Одлазак Бохумила Храбала”, 1997.[4] ‍:60
- Награда „Жичка хрисовуља”, 1998.
- Дисова награда, 1999.
- Велика базјашка повеља, 2000.[4] ‍:30
- Награда „Десанка Максимовић”, 2000.
- Награда „Беловодска розета”, 2000.

## Дела
- Моћ говора[5], Просвета, Београд, 1961; Обод, Цетиње, 1972. (друго издање)
- Градилиште[6], Просвета, Београд, 1964
- О проклета да си улицо Риге од Фере[7], Просвета, Београд, 1970. и 1971. (друго издање)
- Предосећање будућности[8], Српска књижевна задруга, Београд, 1973.
- Трагом прах[9], Глас, Београд, 1976.
- Све самљи, Рад/Народна књига/БИГЗ, Београд, 1977.
- Одбрана света[10] (изабране песме и поеме), Рад, Београд, 1980.
- Изабране песме, Српска књижевна задруга, Београд, 1986.
- Да видиш чуда[11], Јединство, Приштина, 1990.
- Жежевасион, НИН, Београд, 2004. (књига из песникове заоставштине објављена постхумно)